# Daniel Saint-James
Daniel Saint-James, född 11 juli 1927 i Lisieux, död 8 maj 2019 i Suresnes, var en fransk fysiker och marxistisk teoretiker. Han var professor i fysik vid École supérieure de physique et de chimie industrielles de la ville de Paris.